# Myrmeconema neotropicum
Myrmeconema neotropicum is een entomopathogene rondworm, die fruitmimicry induceert bij de tropische Zuid-Amerikaanse mierensoort Cephalotes atratus. De mier heeft een zwart achterlijf, dat na infectie met de rondworm op een rode bes gaat lijken.
De vouwelijke rondworm is tonvormig, 1 mm lang en op de grootste dikte ongeveer 112 μm dik. De mannetjes zijn 680 μm lang en 97 μm dik. Het stompe staarteind is gekruld en het kopeind vaak ook.

## Levenscyclus
De levenscyclus van Myrmeconema neotropicum begint wanneer een vogel een met de rondworm geïnfecteerde mier opeet. Bij het passeren van het spijsverteringsstelsel van de vogel worden de eieren met de uitwerpselen uitgescheiden. De uitwerpselen met de eieren worden vervolgens door de werkmieren meegenomen naar hun nest en aan hun larven gevoerd. Eenmaal in de mierenlarve worden de eieren naar het achterlijf getransporteerd en ontwikkelen zich de rondwormen in de lichaamsholte (hemocoel). Zodra de mierenlarven zich verpopt hebben, beginnen de volwassen rondwormen zich in het achterlijf te reproduceren. De mannetjes verdwijnen snel na het paren, maar de eieren blijven in de vrouwtjes zitten. Pas na de dood van de vrouwtjes komen de eieren komen vrij. In het ei ontwikkelt zich de L1-larve, zodra de larven infectieus worden kleurt het achterlijf van de mier rood en wordt het rode achterlijf hoog in de lucht gehouden. Hoe langer de mier geparasiteerd is, des te roder het achterlijf wordt. De geparasiteerde mieren zijn kleiner met kleinere kopbreedtes dan de gezonde mieren. Ze zijn traag, onhandig, over het algemeen minder agressief en ongeveer 40% zwaarder dan werkmieren zonder parasieten. Ze bijten niet meer wanneer ze worden opgepakt en hun hoeveelheid alarm-/verdedigingsferomoon is aanzienlijk verminderd of afwezig. De geparasiteerde mier gaat vervolgens uit het nest en lijkt nu op een kleine rode bes, dat een favoriet voedsel voor vogels is. De mier wordt verward met een bes en opgegeten door de vogel, waarna de hele cyclus opnieuw begint. Niet geparasiteerde mieren blijven in het nest voor het verzorgen van het broed.

Volwassen vrouwtje
eieren in achterlijf
ei